# Humesia alata
Humesia alata is een eenoogkreeftjessoort uit de familie van de Nanaspididae. De wetenschappelijke naam van de soort is voor het eerst geldig gepubliceerd in 1980 door Avdeev.